# Strictly Modern
Strictly Modern est un film muet américain réalisé par William Beaudine et sorti en 1922.

## Synopsis
Un touriste new-yorkais visite un hôtel dont il essaie de moderniser le fonctionnement...    

## Fiche technique
- Titre : Strictly Modern
- Réalisation : William Beaudine
- Production : Hal Roach Studios
- Genre : Comédie
- Dates de sortie :
  -  États-Unis : 11 juin 1922

## Distribution
- Snub Pollard
- Marie Mosquini